# 11458 Rosemarypike
A 11458 Rosemarypike (ideiglenes jelöléssel (11458) 1981 EV12) a Naprendszer kisbolygóövében található aszteroida. Schelte J. Bus fedezte fel 1981. március 1-jén.

## Kapcsolódó szócikk
- Kisbolygók listája (11001–11500)